# 小行星8700
小行星8700（8700 Gevaert）是一颗绕太阳运转的小行星，为主小行星带小行星。该小行星于1993年5月14日发现。

## 轨道参数
小行星8700的轨道半长轴为3.1867026 UA，离心率为0.158。